# V mžiku oka
V mžiku oka (v anglickém originále Wink of an Eye) je jedenáctý díl třetí řady seriálu Star Trek. Premiéra epizody v USA proběhla 29. listopadu 1968, v České republice 27. června 2003.

## Příběh
Píše se hvězdné datum 5710.5 a USS Enterprise NCC-1701, vlajková loď Spojené federace planet, pod vedením kapitána Jamese T. Kirka doráží na planetu Scalos odkud vychází záznam signálu neznámých obyvatel planety. Při průzkumu výsadek nenachází žádné známky života, ale během sběru vzorků náhle zmizí jeden z členů výsadku. Kirk během výsadku zaslechne zvláštní zvuk připomínající bzukot hmyzu.
Po návratu na Enterprise dává kapitán rozkaz Dr. McCoyovi vyšetření všech členů posádky. Během vyšetření slyší Kirk opět bzukot hmyzu. Pan Spock hlásí, že přestává fungovat komunikace a ve vzduchu na planetě byla jakási záhadná látka. Oběma je jasné, že loď byla někým napadena. Na lodi se objevuje neznámý objekt připojený na řízení prostředí. Podivný přístroj je však chráněn silovým polem a neviditelný nepřítel Kirka se Spockem od přístroje odsunul. Kirk rozhoduje, že musí nechat další krok na neznámém vetřelci. Další krok ovšem je zrychlení kapitána Kirka. Setkává se s Deelou, královnou scalosianů. Vysvětluje kapitánovi, že nyní funguje na mnohem vyšší rychlosti, než zbytek posádky, který pro Kirka stojí nehnutě na svých pozicích. Scalosiané se pohybují tak rychle, že je člověk nemůže zaznamenat. Kirk protestuje, ale Deela mu stroze vysvětluje, že z tohoto "světa" již není návratu.
Kirk se ve strojovně setkává se zmizelým členem výsadku, který jej odmítá pustit dál, protože se mu zrychlený život zamlouvá, ale kapitán jej přemůže a setkává se s scalosianskými muži, kteří jej omráčí. Když se probere, Deela mu vysvětluje, že jejich národ je uvězněn v tomto stavu po celé generace a protože není možné živý přejít do normálního stavu, potřebují posádku Enterprise jako další členy pro své přežití. Hodlají přístrojem nechat posádku podchladit, aby je mohli přivézt zpět k životu, až budou potřebovat opět nové členy. Těsně před spuštěním "zmrazovače" Kirk stihne sabotovat transportér a všichni tak musí ještě zůstat na lodi. Zatímco Kirk svádí Deelu, která k němu chová zvláštní náklonnost, Spock si znovu přehrává záznam, který obdrželi. Zkouší přehrávání zrychlit a dochází mu, že neustálé bzučení, co je slyšet po lodi, je vlastně rozhovor scalosianů. McCoy nachází záznam, který Kirk namluvil do palubního počítače, ve kterém oznamuje celou důležité informace o vetřelcích. Spock proto vypije připravený roztok látky, kterou izolovali ze vzduchu a dostává se do rychlejší dimenze. Společně s Kirkem přemohou scalosiana a rozbijí jejich přístroj připojený k systémům Enterprise. Ještě před odsunem scalosianů Deela pronáší, že nyní jistě Kirk oznámí federaci, aby vyhlásila kolem planety karanténu a scalosiané tak budou odsouzeni k zániku.
Po jejich odchodu z lodi Spock dává kapitánovi pilulku, která by měla sloužit jako protilátka vůči zrychlení. Kirk se tak navrací do normálního plynutí času a vrací se na můstek. Najednou se začnou všechny systémy Enterprise závratnou rychlostí opravovat a jenom kapitánovi je jasné, že to Spock ještě využívá zrychleného plynutí času.